# زوران ليفنيتش
زوران ليفنايتش (بالصربية: Zoran Levnaić؛ وُلد في 4 أبريل 1987) هو مدرب كرة قدم صربي ولاعب سابق، لعب معظم مسيرته في مركز الوسط.

## مسيرته كلاعب
وُلِد ليفنايتش في أوتوتشاتس، كرواتيا، وبدأ ممارسة كرة القدم ضمن الفئات السنية لنادي بارتيزان بلغراد.
حتى عام 2010، لعب لصالح أندية هيبرنيانز، فلوريانا وهامرن سبارتانز في مالطا. وفي يناير 2011 انتقل إلى نادي السالمية الكويتي
، وفي أغسطس من العام نفسه انضم إلى نادي أويكونوموس تساريتساني اليوناني، الذي كان يلعب آنذاك في الدرجة الثانية.

## روابط خارجية
- زوران ليفنيتش  على سكروي
- [http://www.oikonomos.gr/custom.php?siteID=25 صفحة صفحة اللاعب على موقع أويكونوموس تساريتساني oikonomos.gr